# Hilt 745
Désignations
Hilt 745, également désignée HIP 89743, est un jeune objet stellaire qui se situe au niveau des Piliers de la création, dans la nébuleuse de l'Aigle, dans la constellation du Serpent. Selon la mesure de sa parallaxe par le satellite Gaia et Hipparcos, l'étoile se situe à environ 5400 années-lumière.

## Propriétés physiques
L'étoile Hilt 745 émet une lumière polarisée. L'émission proche infrarouge de Hilt 745 montre que l'étoile est entourée d'un disque de débris chaud (température supérieure à 1 000 K). Elle aussi une étoile très chaude, massive et riche en oxygène.